# 앙헬 에레라 (권투 선수)
앙헬 에레라 베라(스페인어: Ángel Herrera Vera, 1957년 8월 2일~)는 쿠바의 권투 선수이다. 1976년 하계 올림픽 페더급과 1980년 하계 올림픽 라이트급에서 금메달을 획득했으며, 세계 선수권 대회 2회 우승을 달성했다.